# John Taylor Gatto
John Taylor Gatto (Monongahela, 15 de diciembre de 1935 - Nueva York, 25 de octubre de 2018) fue un autor y docente estadounidense, que ha ejercido como profesor durante alrededor de 30 años. Ha dedicado parte de tu vida a su carrera docente, tras la cual ha escrito varios libros basados en la educación contemporánea y en la crítica a la ideología, así como sobre la historia y las consecuencias de ésta. Es conocido por sus clásicas obras: "Dumbing Us Down: the Hidden Curriculum of Compulsory Schooling" y "The Underground History of American Education: A Schoolteacher’s Intimate Investigation Into the Problem of Modern Schooling".
Fue nombrado Mejor Profesor de la ciudad de Nueva York en 1989, 1990 y 1991, así como Profesor del Año del estado de Nueva York en 1991.

## Biografía
Gatto nació en Monongahela, Pennsylvania. Durante su adolescencia acudió a escuelas públicas en el Área Metropolitana de Pittsburgh como Swissvale, Monongahela y Uniontown, y también concurrió a un internado católico en Latrobe. Antes de licenciarse trabajó en Cornell, la Universidad de Pittsburgh y la Universidad de Columbia. Sirvió en el cuerpo médico del Ejército de los Estados Unidos en Fort Knox, Kentucky y Fort Sam Houston, Texas. Tras su servicio militar, trabajó en City University of New York, Hunter College, Yeshiva University, University of California, Berkeley y Cornell.
Trabajó como escritor y llevó a cabo algunos trabajos esporádicos. Gatto también se presentó al Senado de Nueva York (Distrito 29) en 1985 y, en 1988, fue miembro del Partido Conservador de Nueva York contra David Paterson. En 1991 escribió una carta titulada “I Quit, I Think” (“Dimito, razono”), en la que anunció su retirada. Esta carta apareció entre las primeras del Wall Street Journal y en ella Gatto expresó su deseo de que no volvería a “aprovecharse de los niños para ganarse la vida” (“hurt kids to make a living”). A partir de entonces, Gatto comienza una fructífera carrera como escritor y orador que lo ha llevado a recibir premios como el Premio Alexis de Tocqueville por Excelencia en el Avance de la Libertad Educativa en 1997. 
Gatto ha trabajado en un documental dividido en tres partes sobre la escolarización obligatoria llamado The Fourth Purpose (“El Cuarto Propósito”). Declaró haberse inspirado en la obra Civil War de Ken Burns. 
En 2011, Gatto sufrió dos derrames. Uno de ellos ocurrió tras el rodaje de "The Ultimate History Lesson: A Weekend with John Taylor Gatto", el cual fue estrenado a principios de 2012 por Tragedy and Hope Communications.

## Tesis
Gatto afirma lo siguiente en cuanto a la influencia de la escuela en los niños en “Dumbing Us Down”:
1. Confunde a los alumnos. Presenta un conjunto incoherente de información que el niño necesita memorizar al estar en la escuela. Aparte de los exámenes y pruebas, esta programación es similar a la de la televisión: rellena el tiempo “libre” de los niños. Escuchan y oyen algo solo para volver a olvidarlo.
2. Los enseña a aceptar la afiliación de clase.
3. Los hace indiferentes.
4. Los hace emocionalmente dependientes.
5. Los hace intelectualmente dependientes.
6. Les enseña una confianza en uno mismo que requiere confirmación constante por parte de los expertos.
7. Les deja claro que no pueden ocultar nada, porque estén vigilados constantemente.

También contrasta las comunidades con las “redes”, considerando a las primeras saludables mientras que asocia a las escuelas como ejemplos de estas últimas. Afirma que las redes se han convertido en un sustituto perjudicial para la comunidad en los Estados Unidos.